# Franz Anton Mahr
Franz Anton Mahr (* 11. Oktober 1830 in Tlesko; † 14. März 1891 in Karolinenthal) war ein böhmischer Komponist und Militärkapellmeister.

## Leben und Wirken
Franz Anton Mahr wurde im Dorf Tlesko bei Jechnitz als ältester Sohn des Bauern Johann Mahr und dessen Frau Franziska, geb. Grimm, geboren. Den väterlichen Hof übernahm später sein Bruder Johann.
Am Prager Konservatorium studierte Mahr von 1843 bis 1849 Klarinette. Am 1. November 1849 trat er als Stabstrompeter und Leiter der Regimentskapelle in das Chevauxlegers-Regiment Nr. 4 ein. 1851 wurde dieses in Dragoner-Regiment Nr. 7, 1860 in Dragoner-Regiment Nr. 2 und 1867 in Dragonerregiment „Fürst zu Windisch-Graetz“ Nr. 14 umbenannt.
Nach der Reduzierung der k.u.k. Dragoner wechselte er am 28. August 1868 als Leiter der Regimentsmusik zum Infanterie-Regiment Nr. 75 in Prag. Dort wirkte zwischen 1875 und 1878 unter seiner Leitung auch sein Sohn Gustav als Sologeiger. Franz Anton Mahr wirkte bis zu seinem Tode bei den „75ern“ als Militärkapellmeister und starb 1891 in Karolinenthal bei Prag an einem Hirnschlag. Seine letzte Ruhestätte fand er auf dem Prager Invalidenfriedhof.

## Ehrungen
Mahr nahm 1864 mit dem k.u.k. Dragoner-Regiment Nr. 2 am Feldzug in Schleswig-Holstein teil und dafür mit der „Erinnerungsmedaille an die Proklamation Herzog Friedrich VIII.“ geehrt.

## Familie
Franz Anton Mahr war seit 1855 mit Anna Elisabeth Veronika Eva geb. Jäger verheiratet. Von seinen neun Kindern starben vier bereits früh. Der Sohn Gustav trat in die Fußstapfen des Vaters und wurde ebenfalls Militärkapellmeister; er heiratete die Tochter des befreundeten Militärkapellmeisters Ferdinand Schroll. Auch sein jüngster Sohn Anton widmete sich der Musik und wurde Kapellmeister in Dresden.
Der Archäologe Adolf Mahr war sein Enkel.

## Kompositionen (Auswahl)
- 75er Regimentssignal-Marsch op. 88
- Bollheimer-Marsch
- Windisch-Grätz-Marsch, 1867, er war dem verstorbenen Feldmarschall Alfred I. zu Windisch-Graetz gewidmet und wurde 1895 in die Sammlung Historische Märsche und sonstige Compositionen für das k.u.k. Heer aufgenommen
- Trost in Tönen (Trauermarsch), im Verlag Johann Kliment unter dem Titel Trost in Tränen erschienen
- Wer nimmts (Polka française)